# Спранико (Катанцаро)
Спранико је насеље у Италији у округу Катанцаро, региону Калабрија.
Према процени из 2011. у насељу је живело 22 становника. Насеље се налази на надморској висини од 150 м.